# Bureta

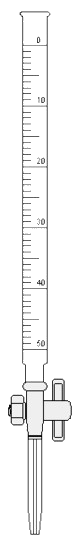
bureta

La bureta és un instrument de laboratori que s'utilitza quan es vol afegir quantitats de líquids que es necessita controlar per utilitzar-lo en càlculs posteriors.
Un tub característic de bureta està dividit en dècimes de centímetres cúbics, de manera que no és apte per a mesures molt exactes. Les característiques dels líquids poden fer que surtin pel forat inferior si són massa poc viscosos, com és el cas de bastants dissolvents orgànics. També, alguns líquids polars poden adherir-se a la paret de la bureta, formant una distorsió de les dades massa important per segons quins usos. Per això mateix no se solen utilitzar buretes de menys de 5 ml. I el límit superior se sol situar en els 50 ml.
La posició correcta per a manipular la bureta és subjectar-la sobre el suport de manera que es pugui veure l'escala graduada.
Per accionar la clau que allibera o tanca la sortida del líquid s'utilitza la mà esquerra, deixant la mà dreta lliure per a manipular el recipient sobre el qual hagi de caure el líquid.
La vista no s'ha de fixar en la clau de la bureta, sinó en el nivell descendent del líquid. Enrasar la bureta és omplir-la de manera que la base del menisc format pel líquid coincideixi exactament amb el zero de la bureta.

## Utilitat
La seva principal utilitat és la de mesurar amb precisió volums i líquids variables.
| V (ml) | Tolerancia (ml) |
| ------ | --------------- |
| 10     | ±0,02           |
| 25     | ±0,03           |
| 50     | ±0,05           |

## Història
La història de la bureta és paral·lela a la de l'anàlisi volumètric. La primera va ser desenvolupada per François Antoine Henri Descroizilles el 1791 i era com un cilindre graduat. El 1824 Joseph Louis Gay-Lussac va fer una versió millorada que incorporava un braç lateral, a més va encunyar els termes bureta i pipeta. Un gran avenç en la metodologia i popularització de l'anàlisi volumètric és degut a Karl Friedrich Mohr, que va redissenyar la bureta afegint una abraçadora i una terminació en punta a la part inferior.

## Descripció
Tub de vidre que té divisions i té una clau per deixar sortir el líquid a poc a poc.